# ربرت فارجا (تنس)
ربرت فارجا مواليد 30 يوليو 1988، هو لاعب كرة مضرب مجري ويحتل حالياً المرتبة رقم. 1296 في تصنيف رابطة محترفي كرة المضرب. أعلى تصنيف له في الفردي كان المركز الـ 561 في سنة 2009. أعلى تصنيف له في الزوجي كان 805.

## روابط خارجية
- ربرت فارجا على موقع رابطة محترفي التنس (الإنجليزية)
- ربرت فارجا على موقع الاتحاد الدولي لكرة المضرب (الإنجليزية)
- ربرت فارجا على موقع كأس ديفيز (الإنجليزية)
- ربرت فارجا على موقع خلاصة التنس.كوم (الإنجليزية)